# Theta de Capricorn
Theta de Capricorn (θ Capricorni) és un estel a la Constel·lació de Capricorn, la cabra de mar, la sisena més brillant de la mateixa amb magnitud aparent +4,06. Visualment s'hi troba mig grau al sud de la eclíptica, la línia aparent per on «transita» el Sol pel firmament a mesura que la Terra s'hi mou al voltant d'ella. Ocasionalment rep el nom de Dorsum, procedent del llatí «esquena», per la seva posició relativa en el cos de la cabra. S'hi troba a 158 anys llum del sistema solar.
Theta de Capricorn és un estrella de la seqüència principal de tipus A, situada en l'extrem calent dins del seu tipus, amb una temperatura superficial de 9.620 K. De tipus espectral A1V, és 52 vegades més lluminosa que el Sol. Del mateix tipus espectral que Sírius, la seva lluminositat és el doble de la d'aquesta, conseqüència de la seva major massa, equivalent a 2,5 masses solars. La seva edat s'estima en 360 milions d'anys. El seu radi és 2,6 vegades més gran que el radi solar i té una velocitat de rotació a l'equador d'almenys 114 km/s, que correspon a un període de rotació de menys de 1,1 dies. El seu espectre indica que és rica en certs elements pesants (el seu contingut de silici és el doble que en el Sol i el de sodi és 10 vegades major) encara que deficitària en heli.
Theta de Capricorn és una estrella binària espectroscòpica. L'estel acompanyant empra 840,6 dies a completar una òrbita entorn de l'estel principal.